# آناتما
منفور، ملعون یا به‌طور دقیق تر آناتما / آناثِما (به انگلیسی: Anathema) که دارای دو معنی اصلی می‌باشد. یکی توصیف این است که چیزی یا شخصی مورد تنفر واقع شده یا از آن اجتناب می‌شود. دیگری به تکفیر یا کافر خواندن رسمی توسط یک کلیسا یا پاپ اشاره دارد. این معانی از کتاب عهد جدید نشأت گرفته است، که در آن آناثما شخص یا چیزی بود که توسط خدا نفرین یا محکوم شده بود. در عهد عتیق، آناتما چیزی یا شخصی بود که به عنوان قربانی تقدیم خدا می‌شد، یا نفرین می‌شد و به دلیل گناه از خدا جدا می‌شد. اینها دو نوع زمینه را نشان می‌دهند، یکی برای فداکاری، دیگری برای اضمحلال.

## ریشه‌شناسی

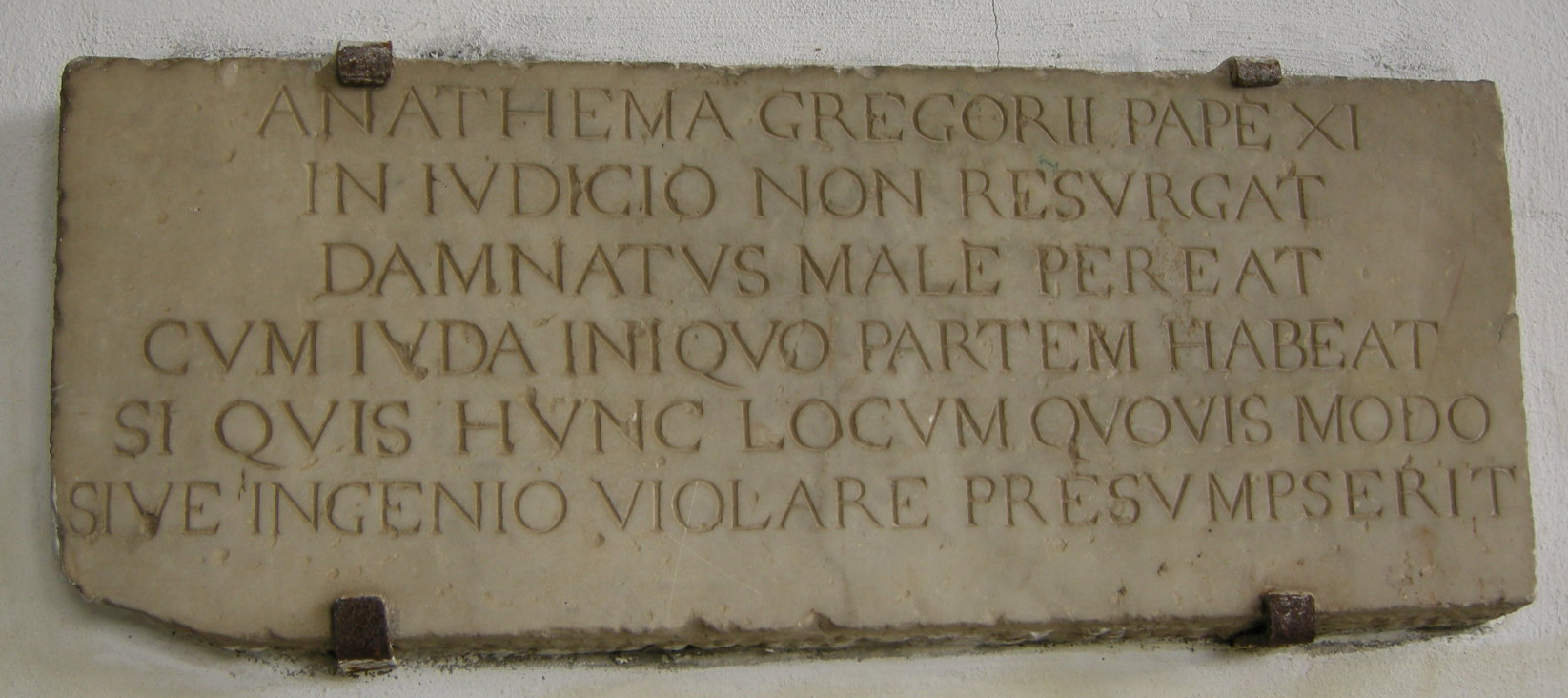
آناتما (به معنای نفرین) منسوب به پاپ گریگوری یازدهم

آناتما از یونان باستان گرفته شده است: ἀνάθεμα , anáthema به معنای «پیشنهاد» یا «هر چیزی وقف شده»، خود از فعل ἀνατίθημι مشتق شده است. anatíthēmi به معنی «ارائه دادن». در عهد عتیق، חֵרֶם (chērem) هم به اشیایی که برای استفاده الهی تقدیم شده بودند و هم به اشیایی که به نام خداوند برای نابودی وقف شده بودند، مانند دشمنان و سلاح‌های آنها در طول جنگ‌های مذهبی اشاره داشت. از آنجایی که سلاح‌های دشمن حرام یا نامقدس شمرده می‌شد، معنی آن به «هر چیزی که به شر اختصاص داده شده است» یا «لعنت و نفرین» تبدیل شد.
در کتاب عهد جدید معنای متفاوتی ایجاد شد. پولس رسول از کلمه آناثما به معنای نفرین و اخراج اجباری یک نفر از جامعه مسیحیان استفاده کرد. در قرن ششم، معنای آیینی دوباره به معنای نفرین رسمی کلیسایی از تکفیر و محکومیت آموزه‌های بدعت‌گذار، که شدیدترین شکل جدایی از کلیسای مسیحی علیه یک بدعت گذار یا گروه بدعت گذار توسط پاپ یا سایر مقامات کلیسا صادر می‌شود، تکامل یافت. عبارت لاتین: anathema sit («بگذارید او آناتما باشد») در حکم‌های دادگاه‌ها و شوراها مسیحی استفاده شد.